# Włoska szkoła prawa karnego
Włoska szkoła prawa karnego – w historii prawa zwyczajowa nazwa włoskiej doktryny prawa karnego wypracowanej od XII do XVI wieku.

## Twórcy i źródła prawa
Pierwszymi badaczami prawa karnego na terenie Italii byli XII-wieczni glosatorzy (Azon) i kanoniści (Durantis). Ich pracę kontynuowali komentatorzy: Bartolus de Saxoferrato, Baldus de Ubaldis i Albertus Gandinus.
Dopiero jednak prace takich XVI-wiecznych uczonych jak: Julius Claurs, Prosper Farinaccius, czy najwybitniejszy z nich Tiberius Decianus zyskały rozgłos w Europie i przyczyniły się do recepcji osiągnięć szkoły włoskiej.
Pierwszymi źródłami do badań nad prawem karnym było prawo rzymskie i Digesta Justyniańskie (zwłaszcza księgi XLVII i XLVIII). Wraz z rozwojem jurysprudencji średniowiecznej zaczęto sięgać do prawa kanonicznego, prawa longobardzkiego (Edykt Rotara) i statutów miast włoskich.

## Osiągnięcia

### Zwycięstwo zasady publicznoprawnej
Na terenie Italii najwcześniej w Europie średniowiecznej uwydatniła się tendencja do przesunięcia prawa karnego w obręb sfery publicznoprawnej. Wynikało to z faktu anarchizacji życia politycznego miast włoskich z jednej strony i z potrzebą zwiększenia ładu społecznego w związku z rozwojem handlowym z drugiej. W związku z tym kwestia ukarania przestępcy staje się interesem już nie tyle poszkodowanej jednostki, co samego państwa, gdyż przestępstwo jest aktem wymierzonym przeciwko porządkowi publicznemu przez nie zaprowadzonemu.
Zwycięstwo zasady publicznoprawnej miało decydujący wpływ na dalszy rozwój doktryny karnistycznej i przekładało się na szereg konkretnych rozwiązań normatywnych:
- System kar cielesnych – na osobie przestępcy, z ograniczoną lub wyłączoną możliwością wykupu się od kary.
- Nowy podział przestępstw – w zależności od ciężaru gatunkowego, a nie ceny wykupu.
- Publiczna egzekucja – łączyła się z faktem, że kara miała spełniać określone funkcje społeczne w tym funkcję prewencji ogólnej.
- Wyłączność represji karnej w rękach państwa.

### Subiektywizacja odpowiedzialności
Szkoła włoska zerwała z wczesnośredniowiecznym podejściem do przestępstwa od strony obiektywnej – skutku wywołanego w świecie zewnętrznym. Pod wpływem prawa rzymskiego (paremia In maleficiis voluntas spectatur non exitus z reskryptu Hadriana) i nauki Kościoła o grzechu, zaczęto rozważać przestępstwo od strony subiektywnej, czyli woli popełnienia czynu. Co prawda nie wypracowano definicji winy, ale pojęcie to rozumiano i opisywano kazuistycznie, podpierając się przy tym rozwiązaniami rzymskimi.
Szkoła włoska rozróżniała:
- dolus – działanie umyślne i świadome. Dzisiejsza wina umyślna.
- culpa – wina, którą cechował brak świadomości przestępstwa. Dzisiejsza wina nieumyślna
- casus – przypadek. Sytuacja, w której sprawca nie mógł przewidzieć skutku działania. Z reguły wyłączała odpowiedzialność karną.

Subiektywizacja odpowiedzialności łączyła się również ze znacznym ograniczeniem odpowiedzialności zbiorowej, chociaż nie udało się jej całkowicie zlikwidować (długo utrzymano ją np. przy sprawach o herezję – wyrok skazujący łączono z konfiskatą majątku do drugiego pokolenia). W zasadzie zrównano odpowiedzialność karną kobiet, choć pewne różnice utrzymano w zakresie wymiaru kary. W większość statutów włoskich regulowano też odpowiedzialność nieletnich, choć nie wyznaczono sztywnej granicy wieku, opierając się na subiektywnej ocenie capacitas doli (stopniu świadomości czynu przestępnego).

### Warunki bezkarności
Szkoła włoska nie rozróżniała pomiędzy okolicznościami wyłączających winę a kontratypem, ze względu na brak koncepcji winy. Opracowała jednak kilka instytucji, które potem weszły w zakres tych pojęć:
- obrona konieczna – koncepcja obrony koniecznej została niemal w całości oparta na prawie rzymskim (paremii vim vi repellere licet). Doktryna włoska opracowała natomiast dokładnie przesłanki obrony koniecznej. Według niej obrona konieczna winna być umiarkowana, na co składały się trzy elementy:
  - circa causam – rzeczywista napaść
  - circa tempus – bezpośredniość reakcji
  - circa modum – adekwatność środków użytych do obrony do środków napaści.

Ponadto znano także znano instytucję pomocy koniecznej, tj. działań w celu udzielenia pomocy osobie napadniętej. Pomoc własna, poza nielicznymi wyjątkami, była wykluczona.
Innymi czynnikami wyłączającymi bezkarność były:
- afekt – zaliczano do niego zwłaszcza zabicie cudzołożnika (na podstawie Edyktu Rothara)
- kradzież z nędzy – koncepcja wypracowana w oparciu o naukę św. Tomasza. Pozostawała bezkarna wówczas, gdy została dokonana w szczególnych okolicznościach (np. zarazy) i dla zaspokojenia natychmiastowej potrzeby.

### Usiłowanie
Pojęcie usiłowania zostało wyprowadzone z zapisów prawa longobardzkiego o zamiarze dokonania zamachu na władcę (już fakt podjęcia próby tego zamachu był karany śmiercią). Kompletna koncepcja usiłowania pojawiła się jednak dopiero w XIV wieku na gruncie kazuistyki. Uczeni włoscy wypracowali trzy stadia usiłowania:
- zamysł (cogitare) – usiłowanie oddalone
- czynności przygotowawcze do przestępstwa (agitare) – usiłowanie bliskie
- niedoprowadzenie do skutku (non perducere ad efectum) – usiłowanie najbliższe.

Wpływ prawa kanonicznego (zamiar grzechu nie podlega ocenie ludzkiej) i rzymskiego (Ulpian Domicjusz: cogitationis poenam nemo patitur – zamiar nie rodzi kary) przyczyniły się do uznania zamysłu za bezkarny. W większość statutów drugi stopień usiłowania był już karany.

### Odpowiedzialność za udział w przestępstwie
Statuty włoskie przewidywały trzy formy udziału w przestępstwie:
- mandat – polecenie lub nakaz popełnienia przestępstwa, instytucja zbliżona do dzisiejszego podżegania
- consilium – udzielanie rady lub pomocy moralnej przestępcy
- auxilium – pomoc natury fizycznej.

Poplecznictwo było traktowane jako osobne przestępstwo, podobnie jak spisek.

### System kar
Doktryna włoska, opierając się na prawie rzymskim, rozwinęła naukę o karze. Rozważano zagadnienia dotyczące funkcji kary: konieczność odpłaty, unieszkodliwienie sprawcy, zapewnienie porządku, odstraszenie. Dużą rolę odegrała tu nauka Kościoła, a zwłaszcza św. Augustyna, który rozpatrywał karę w ujęciu Starego (oko za oko, ząb za ząb) i Nowego Testamentu (kara jako środek pokutny).
Utrzymano kary pieniężne, przy czym zaczęto rozróżniać kompozycję – czyli sumę płaconą pokrzywdzonemu, oraz grzywnę na rzecz państwa, czy sądu. Od XIII wieku uwydatnia się tendencja do stosowania kar cielesnych, w tym (za najcięższe zbrodnie) "kar rzymskich" (tzn. pochodzących z Digestów), jak spalenie żywcem, czy poena cullei (kara worka). Znacznie ograniczono możliwość wykupu od kary, a większość egzekucji wykonywano publicznie.

### Wymiar kary
Szkoła włoska wypracowała dwa rozwiązania dotyczące wymiaru kary.
- System taryf – w tekście normatywnym ustalano ściśle wymiar kary, którego sędzia nie mógł zmodyfikować. W okresie późniejszym przepisy formowano ogólniej, wyróżniano także okoliczności łagodzące (np. przyznanie się do winy) i obciążające (np. przestępstwo w czasie świąt), co dawało sędziemu pewną swobodę.
- System kar arbitralnych – statut zezwalał sędziemu na określenie wymiaru kary. Dopuszczana była także analogia, oraz kary nadzwyczajne, nieujęte w statutach.

## Recepcja
Osiągnięcia szkoły włoskiej odegrały niebagatelną rolę w rozwoju prawa karnego. W epoce nowożytnej recepcją osiągnięć włoskich zajęli się uczeni hiszpańscy: Covarruvias, Gomesias, Molina; i francuscy: Tiraguellus, Imbert. Wpływy doktryny włoskiej widoczne są we wszystkich późniejszych ordynacjach i kodeksach karnych, z Caroliną na czele.